# Ренфро, Марли
Марли Ренфро (род. 3 апреля 1938, Лос-Анджелес, Калифорния) — американская танцовщица, модель, девушка с обложки Playboy и актриса.
Была дублёром Джанет Ли в сцене в душе в фильме 1960 года «Психо».

## Ранняя карьера
О Ренфро отзывались как освободолюбивой женщине с пожизненной приверженностью нудизму. Она появлялась во многих мужских журналах, включая Ace, Adam, Beau, Dude, Escapade, Follies, Gala и Modern Man. Она также появилась на обложке журнала Playboy за сентябрь 1960 года.
Ренфро некоторое время работала танцовщицей в Лас-Вегасе, а также «зайчиком Playboy».

## Кинокарьера
Ренфро нельзя было смутить работой обнажённой и поэтому её наняли дублёршей актрисы Джанет Ли для фильма Альфреда Хичкока «Психо» 1960 года. За работу ей заплатили 500 долларов. Получившаяся в итоге сцена в душе в "считается одной из самых известных сцен в истории кинематографа. В нём более 50 монтажных склеек на три минуты экранного времени, а на её съёмку ушло шесть дней. Хотя в быстрых кадрах подразумевается нагота, её не видно. Хичкок и Ли изначально утверждали, что в душе снималась только Ли. Позже Хичкок признал, что когда видно лицо Ли, это она, в противном случае — Ренфро. Хотя в отчёте Ли о сцене в душе говорится, что все кадры были сняты с ней, и единственный раз, когда привлекли Ренфро, был вид сверху, который в конечном итоге был вырезан из цензурных опасений.
Впоследствии Ренфро появилась в фильме Фрэнсиса Форда Копполы 1962 года «Разгульный вечер».
Спустя десятилетия Ренфро дала интервью и была показана в документальном фильме режиссёра Александра О. Филиппа 78/52 2017 года, в котором подробно рассказывает о съёмках Психо и сцены в душе.

## Путаница относительно смерти
Во время съёмок «Психо» у Джанет Ли также была ещё одна дублёрша, для настройки освещения. Её звали Майра Дэвис, также известная как Майра Джонс. В 1988 году Дэвис была изнасилована и убита своим соседом и разнорабочим Кеннетом Дином Хантом. Возможно, из-за увлечения сценой в душе некоторые СМИ перепутали роль Дэвис и опубликовали, что она была двойником Ли. BBC пошла дальше и не только утверждала, что Дэвис был двойником Ли, но и что Дэвис была голосом матери Нормана Бейтса, хотя на самом деле этот персонаж был озвучен Вирджинией Грегг и Жанетт Нолан В своей книге «Двойное тело» 2002 года автор Дон Лассетер усугубил путаницу и написал, что Дэвис и Ренфро были одним и тем же человеком, а это означает, что Ренфро мертва.
Писатель Роберт Грейсмит, который всю жизнь был очарован Ренфро, отметил комментарий внучки Дэвис о том, что Дэвис никогда бы не снялась обнажённой. Он отправился на поиски Ренфро и обнаружил, что она живёт в Калифорнии. Впоследствии он написал книгу «Девушка в душе Альфреда Хичкока» (2010) о роли Ренфро в «Психо» и путанице по поводу смерти Дэвис.

## Личная жизнь
Ренфро вышла замуж и известна как Марли Ренфро Петерсон. С 1970 года проживает в пустыне Мохаве.

## Дальнейшее чтение
- Грейсмит, Роберт (2010), Девушка в душе Альфреда ХичкокаISBN 0-425-23231-X
- Ребелло, Стивен (1990), Альфред Хичкок и создание «Психо»ISBN 0-942637-14-3